# Die Nichte und der Tod
Die Nichte und der Tod ist ein österreichischer Fernsehfilm aus dem Jahr 2000 von Regisseur Peter Payer nach einem Drehbuch von Peter Ily Huemer (Bearbeitung Wolfgang Beyer) mit Tobias Moretti und Michou Friesz. Eine Ausstrahlung im ORF erfolgte am 26. Jänner 2000.

## Handlung
Josef „Jeff“ Meltzer ist ein in Wien geborenen Journalist, der mittlerweile die US-amerikanische Staatsbürgerschaft besitzt. Zu einem Termin mit dem Hobbyhistoriker und Antiquitätenhändler Franz Herzog reist er in seine alte Heimat. Dort erfährt er allerdings, dass Herzog zwischenzeitlich verstorben ist. Er wurde am Schwulenstrich ermordet, ein 19-jähriger Stricher wird in Untersuchungshaft genommen.
Auf Herzogs Trauerfeier lernt er dessen Tochter Tessa, dessen Sohn Rudolf sowie deren Mutter kennen. Franz Herzog hatte einen Teil seines Lebens der Erforschung der Todesumstände von Geli Raubal gewidmet. Raubal war die Halbnichte von Adolf Hitler und angeblich auch dessen Geliebte, sie starb 1931 durch einen Schuss aus Hitlers Waffe; ob Mord oder Suizid wurde nicht geklärt. Raubals Gebeine sollen am Wiener Zentralfriedhof bestattet sein. Eine Untersuchung der Knochen könnte weitere Erkenntnisse liefern. Herzog schien im Rahmen seiner Forschung auf interessante Ergebnisse gestoßen zu sein, die er mit Meltzer teilen wollte.
Jeff und Tessa stellen sich die Frage, was Franz am Schwulenstrich gesucht hatte. In Herzogs Hinterlassenschaft im Landhaus der Familie Herzog findet Meltzer eine Karte mit dem Text U17/T5, dabei dürfte es sich um die Angabe U17 aus dem Stadtplan und Tor 5 des Zentralfriedhofes handeln. In der Gerichtsmedizin in der Sensengasse trifft Meltzer auf Major Reitmann. Dort liegt die Leiche eines weiteren Mordopfers, Meltzer hatte kurz vor dessen Tod mit ihm gesprochen. Reitmann hält Meltzer allerdings nicht für den Täter. Am Zentralfriedhof entdeckt Meltzer, dass er von Kriminalpolizist Cerny beschattet wird.
Meltzer macht Frau Loidl, die Pfarrersköchin von Pater Pant ausfindig, der Raubal damals ein kirchliches Begräbnis ermöglichte. Für Jeff ist damit klar, dass Pant nicht an einen Suizid glaubte. Frau Loidl erwähnt außerdem das Tagebuch von Pater Pant, über das Herzog gesprochen haben soll. Im Zuge der gemeinsamen Nachforschungen beginnt zwischen Jeff und Tessa eine Liebesbeziehung. Am Zentralfriedhof finden die beiden heraus, dass ihnen bei der Suche nach Raubals Knochen jemand zuvorgekommen ist.
Doktor Rauscher war laut der Witwe von Franz Herzog dessen Kunde. Nach einem anonymen Hinweis findet Meltzer Rauchers abgetrennten Kopf in der Badanlage des Gänsehäufels, in Rauschers Kabane findet sich dessen Archiv mit Unterlagen über Raubal. Den restlichen Teil der Leiche finden Reitmann und Czerny in Rauschers Wohnung. Bald darauf wird auch Frau Loidl blutüberströmt ermordet aufgefunden. Jeff findet heraus, dass Kriminalpolizist Hubert Cerny Mitglied der schlagenden Burschenschaft Teutoburgia war und die Telefonanlage in Meltzers Hotel manipuliert hatte.
Im Landhaus der Familie Herzog findet Meltzer auch Reitmann ermordet auf. Meltzer verdächtigt Cerny, alle umgebracht zu haben, Cerny wird unmittelbar darauf allerdings ebenfalls durch einen Kopfschuss getötet. Jeff wird daraufhin von Rudolf Herzog mit einer Waffe bedroht, der Geli Raubal für eine Heilige hält. Laut Rudolf wollte sein Vater Raubal an die Presse verkaufen, weswegen er und die weiteren Opfer sterben mussten. Rudolf setzt das Landhaus der Herzogs mit dem Archiv seines Vaters in Brand, Jeff und Tessa können vor den Flammen fliehen.

## Produktion und Hintergrund
Die Dreharbeiten fanden unter dem Arbeitstitel Totschweigen in Wien statt, produziert wurde der Film von der Cult Film, als Produzenten fungierten Niki List und Burkhard W.R. Ernst, die Produktionsleitung hatte Bruno Wagner. Beteiligt waren der Österreichische Rundfunk und RTL.
Die Kamera führte Andreas Berger, die Montage verantwortete Evi Romen und die Spezialeffekte Willi Neuner. Die Musik schrieb Helmut Grössing. Das Kostümbild gestaltete Thomas Oláh, das Szenenbild Elisabeth Klobassa, den Ton Mohsan Nasiri, Torsten Heinemann und Dietmar Zuson (Tonassistenz) und die Maske Georgie Schillinger. Thomas Müller fungierte als kriminalpsychologischer Berater.
Das im Film gezeigte Archivmaterial stammte von der Bayerischen Staatsbibliothek in München und dem Linzer Stadtmuseum Nordico.

## Rezeption
Filmdienst.de bezeichnete die Produktion als „routinierten (Fernseh-)Thriller“.